# スタディーサポート
スタディーサポートは、ベネッセコーポレーションが大学受験対策に行う業者テスト。同じくベネッセの行う進研模試と比べて出題範囲は広く、大学入試に必要な基礎的な学力の測定に適している。高等学校の各学年の初めや終わりに実施し、1年間の学習到達度の診断や今後の課題の俯瞰を目的としている。学習リサーチというアンケートにより生徒の学習習慣や生活全般の確認も可能である。

## 受験方法
スタディーサポートはマーク式のテストであり、受験カードと各受験教科科目（国語・数学・英語）の計4枚のマークシートがある。受験カードには受験者氏名と誕生日および選択する問題タイプをマークする。英語でリスニングを受験する場合にはリスニングの欄にもマークを入れ、在宅で受験する場合にはベネッセのWebサイト内サービス「マナビジョン」から音声にアクセスする。

## 結果
受験後には個人診断レポートが返却される。個人診断レポートでは成績と学習習慣の2つを指標に、生徒は4つのタイプに分類される。第一に学習習慣と学力が共に定着しているタイプ、第二に学習習慣が定着していて学力が伴っていないタイプ、第三に学習はおろそかであるが相対的に学力の高いタイプ、第四に学習習慣と学力共に努力が求められるタイプ、の計4つである。また、スタディーサポートや進研模試では最高評価のS1から最低評価のD3まで学習到達ゾーン（GTZ）と呼ばれる指標があり、GTZには学力の到達度と学習習慣の到達度の両方が存在する。GTZは相対評価でなく絶対評価であり、偏差値と違って母集団の違いによる変化を受けない。
以下は学力の到達度としてのGTZの一覧である。GTZ換算表には具体的な大学の例も列挙されているが、これは受験する年や地域によって表示が変化するため、ここでは掲載しない。また、大学進学だけではなく就職の指標に用いる場合もある。
| GTZ | 各ゾーンの目安               |
| --- | ---------------------------- |
| S1  | 東大・医学部医学科合格レベル |
| S2  | 難関大合格レベル             |
| S3  | 難関大合格レベル             |
| A1  | 難関大挑戦レベル             |
| A2  | 国公立・中堅私立大合格レベル |
| A3  | 国公立・中堅私立大合格レベル |
| B1  | 国公立・中堅私立大挑戦レベル |
| B2  | 国公立・中堅私立大挑戦レベル |
| B3  | 4年制大挑戦レベル            |
| C1  | 4年制大挑戦レベル            |
| C2  | 4年制大挑戦レベル            |
| C3  | 実力養成レベル               |
| D1  | 基礎力養成レベル             |
| D2  | 基礎力養成レベル             |
| D3  | 基礎・基本養成レベル         |

高知県での2017年度高校3年生を対象にした調査では、大学進学を希望する生徒は上位層ほど多く、また就職を希望する生徒は下位層ほど多くなることが示唆されている。大学へ進学する場合には入学や大学での講義の理解のためにC以上の成績を修めることが必要とされ、就職の場合も希望の職種に就く可能性を高めるためと業務を支障なく遂行するためにD3を超える成績を修めることが直近の課題とされる。

## 利用
スタディーサポートは高校入学以前の3月に実施されることもある。3月実施のメリットとしては、4月に個人診断レポートを返却できるため生徒が意識を切り替えて大型連休などを有効に学習に使えることが挙げられる。また後藤浩利は、スタディーサポートの診断結果を確認することで面談において学習・生活面でより的確なアドバイスができると述べている。